# Уряд Антигуа і Барбуди
Уряд Антигуа і Барбуди — вищий орган виконавчої влади Антигуа і Барбуди.

## Голова уряду
- Прем'єр-міністр — Гастон Брауні (англ. Gaston Browne).
- Старший міністр Антигуа і Барбуди — Лестер Берд (англ. Lester Bird).

## Кабінет міністрів
Склад чинного уряду подано станом на 7 січня 2015 року.
| Логотип | Міністерство                                                                         | Міністр                                           | Фото | Час на посаді | Час на посаді | Партія | Партія | Вебсайт |
| ------- | ------------------------------------------------------------------------------------ | ------------------------------------------------- | ---- | ------------- | ------------- | ------ | ------ | ------- |
|         | Старший міністр Антигуа і Барбуди                                                    | Лестер Берд (Lester Bird)                         |      |               |               |        |        |         |
|         | Міністерство закордонних справ і торгівлі                                            | Чарльз Фернандес (Charles Fernandez)              |      |               |               |        |        |         |
|         | Міністерство інформації, телекомунікацій та інформаційних технологій                 | Мелвіл Ніколас (Melville Nicholas)                |      |               |               |        |        |         |
|         | Міністерство комунального господарства, цивільної авіації та перевезень              | Робін Єарвуд (Robin Yearwood)                     |      |               |               |        |        |         |
|         | Міністерство освіти, науки і технології                                              | Майкл Браун (Michael Brown)                       |      |               |               |        |        |         |
|         | Міністерство охорони здоров'я і екології                                             | Молвін Джозеф (Molwyn Joseph)                     |      |               |               |        |        |         |
|         | Міністерство праці та житлово-комунального господарства                              | Евстас Сільвестер Лейк (Eustace Sylvester Lake)   |      |               |               |        |        |         |
|         | Міністерство соціальної трансформації та розвитку людських ресурсів                  | Саманта Ніколь Маршалл (Samantha Nicole Marshall) |      |               |               |        |        |         |
|         | Міністерство сільського господарства, земель, риболовлі і Барбуди                    | Артур Ніббс (Arthur Nibbs)                        |      |               |               |        |        |         |
|         | Міністерство торгівлі, комерції, промисловості, спорту, культури і громадських служб | Пол Чет Гріні (Paul Chet Greene)                  |      |               |               |        |        |         |
|         | Міністерство туризму, економічного розвитку, інвестицій та енергетики                | Есот Ентоні Майкл (Asot Anthony Michael)          |      |               |               |        |        |         |
|         | Міністерство фінансів                                                                | Гастон Брауні (Gaston Browne)                     |      |               |               |        |        |         |
|         | Міністерство юстиції, праці, імміграції та поліції                                   | Стідрой Бенджамін (Steadroy Benjamin)             |      |               |               |        |        |         |